# Back to Life
Back to Life es el noveno álbum de estudio de la cantante alemana Sandra, publicado el 27 de marzo de 2009.

## Colaboraciones y contenido
El álbum fue grabado casi enteramente por Sandra en Nueva York, y en él se obtuvo la colaboraron tanto del cantante alemán Thomas Anders —famoso por su trabajo con Modern Talking en la década de 1980— como del productor y compositor Toby Gad —famoso por su trabajo con las artistas estadounidenses Beyoncé y Fergie, y hermano del asimismo productor Jens Gad—. El álbum contenía quince canciones, la mayoría de ellas acreditadas principalmente a Toby Gad. La versión en Internet de este álbum contenía además dos temas adicionales para su descarga digital: «Redis moi» y «Echo of My Heart».

## Sencillos
Del álbum se lanzaron dos sencillos, «In a Heartbeat» y «The Night is Still Young». Esta última canción consistió en un dúo entre Sandra y Thomas Anders, y se le realizó un vídeo musical para su promoción.

## Producción
El álbum fue producido por Jens Gad, quien ya había coproducido y producido, respectivamente, los dos álbumes de estudio anteriores de Sandra, The Wheel of Time y The Art of Love, y quien también había remasterizado una selección de sus sencillos más vendidos (de los cuales doce millones se habían vendido en todo el mundo) para su álbum recopilatorio Reflections, incluido «Maria Magdalena» y cuatro nuevas remezclas de su éxito de los años 1980 «In the Heat of the Night».

## Lista de canciones
| Back to Life |                                                                |                                                                           |          |  |
| N.º          | Título                                                         | Escritor(es)                                                              | Duración |  |
| 1.           | «R U Feeling Me»                                               | Toby Gad/Faith Trent/Nina Ossov                                           | 3:43     |  |
| 2.           | «Once in a Lifetime»                                           | Toby Gad/Audrey Martells                                                  | 3:50     |  |
| 3.           | «In a Heartbeat»                                               | Toby Gad & Jim Dyke                                                       | 3:36     |  |
| 4.           | «The Night is Still Young» (con la aparición de Thomas Anders) | Toby Gad/Audrey Martells                                                  | 3:20     |  |
| 5.           | «Just Like Breathing»                                          | Toby Gad/Madeline Stone/Sam Lorber                                        | 3:14     |  |
| 6.           | «Never Before» (*)                                             | Axel Breitung                                                             | 3:44     |  |
| 7.           | «Always on My Mind»                                            | Toby Gad/Kristin Steiv/Shayna Steiv                                       | 3:17     |  |
| 8.           | «Behind Those Words»                                           | Alex Geringas & Jade Ell                                                  | 3:04     |  |
| 9.           | «What If»                                                      | Toby Gad/Jadyn Maria (Joy Strand)                                         | 2:48     |  |
| 10.          | «Say Love»                                                     | Frederik Thomander/Anders Wikström/Agnes Carlsson                         | 3:27     |  |
| 11.          | «Put Some 80ies in It» (**)                                    | Christian Königseder/Alexander Komlew/Caroline von Brünken/ Michael Kunzi | 3:22     |  |
| 12.          | «These Moments»                                                | Toby Gad/Carlos sin Morera                                                | 3:28     |  |
| 13.          | «I Want You»                                                   | Toby Gad/Jaqueline Nemorin                                                | 3:51     |  |
| 14.          | «Tête à tête»                                                  | Sandra Lauer, Fabrice Ciudad, Jens Gad                                    | 3:44     |  |
| 15.          | «Who I Am»                                                     | Toby Gad/Willa Ford                                                       | 4:05     |  |
| 52:33        |                                                                |                                                                           |          |  |

| Pistas adicionales para descarga digital |                    |                                         |          |  |
| N.º                                      | Título             | Escritor(es)                            | Duración |  |
| 16.                                      | «Redis moi»        | Sandra Lauer, Jens Gad / Fabrice Cuidad | 3:42     |  |
| 17.                                      | «Echo of My Heart» | Sandra Lauer, Jens Gad                  | 4:32     |  |

## Personal
Detalles de producción
- Interpretaciones y respaldos vocales: Sandra
- Coro góspel en «In a Heartbeat»: Sandra y Martha Redbourne
- Vocalista masculino en «The Night is Still Young»: Thomas Anders
- Rap en «Always on My Mind»: El Fudge
- Acompañamiento vocal adicional en «Say Love» y «I Want You»: O. G. Mendes (alias de Olaf Menges)
- Todas las canciones producidas por Jens Gad y coproducidas por Olaf Menges, excepto * producida por Axel Breitung para Bishop Productions, y ** producida por Jens Gad, Zippy Davids, Michael Kunzi & Tuneverse
- Programación e instrumentación: Toby Gad y Jens Gad, excepto en «Say Love»: programación e instrumentación por Frederik Thomander y Anders Wikström

Detalles del álbum
- Fotografía: Sven Sindt
- Diseño artístico: Katja Huebner (kommune-art.de)

## Posiciones
| País (2009)     | Posición |
| --------------- | -------- |
| Alemania        | 26       |
| Suiza           | 83       |
| República Checa | 47       |